# Maleczky Oszkár
Maleczky Oszkár (Budapest, 1894. február 6. – Budapest, 1972. február 22.) Kossuth-díjas magyar operaénekes (bariton). Szülei Maleczky Vilmos és Ellinger Jozefa. Testvére Maleczky Bianka

## Életpályája
Énekelni a Zeneakadémián tanult. 1925–1927 között a Városi Színházban énekelt, majd 1927-től nyugdíjba vonulásáig az Operaház társulatának volt tagja. 1931–1962 között a Zeneakadémián tanított éneket és színpadi játékot. Hősbariton és buffoszerepeket egyaránt énekelt.

## Főbb szerepei
- Beethoven: Fidelio – Pizarro
- Donizetti: Don Pasquale – Don Pasquale
- Kodály: Háry János – Marci bácsi
- Puccini: Tosca – Scarpia
- Puccini: Gianni Schicchi – Gianni Schicchi
- Rossini: A sevillai borbély – Bartolo
- Wagner: A nürnbergi mesterdalnokok – Beckmesser

## Díjai
- Érdemes művész (1953)
- Kossuth-díj (1957)
- Kiváló művész (1966)